# Liga de Voleibol Superior Masculino 1981
La Liga de Voleibol Superior Masculino 1981 si è svolta nel 1981: al torneo hanno partecipato 12 franchigie portoricane e la vittoria finale è andata per la prima volta ai Patriotas de Lares.

## Regolamento
La competizione vede le dodici franchigie partecipanti affrontarsi senza un calendario rigido fino ad arrivare a ventidue incontri ciascuna:
- Le prime otto classificate accedono ai play-off scudetto, dove vengono accoppiate col metodo della serpentina, strutturati in quarti di finale e semifinali al meglio delle cinque gare, mentre la finale si gioca al meglio delle sette gare.

## Squadre partecipanti
| - Bucaneros de Arroyo - Cafeteros de Yauco - Changos de Naranjito - Criollos de Caguas - Delfines de Trujillo - Gigantes de Adjuntas | - Guayacanes de Guayanilla - Leñeros de Lares - Leones de Ponce - Patriotas de Lares - Plataneros de Corozal - Potros de Santa Isabel |

## Campionato

### Regular season

#### Classifica
| Pos. | Squadra                  | Pt | G  | V  | P  | SV | SP | Ratio | PF | PS | Ratio |
| ---- | ------------------------ | -- | -- | -- | -- | -- | -- | ----- | -- | -- | ----- |
| 1    | Plataneros de Corozal    | 44 | 22 | 22 | 0  |    |    |       |    |    |       |
| 2    | Patriotas de Lares       | 40 | 22 | 20 | 2  |    |    |       |    |    |       |
| 3    | Changos de Naranjito     | 30 | 22 | 15 | 7  |    |    |       |    |    |       |
| 4    | Cafeteros de Yauco       | 28 | 22 | 14 | 8  |    |    |       |    |    |       |
| 5    | Delfines de Trujillo     | 24 | 21 | 12 | 9  |    |    |       |    |    |       |
| 6    | Bucaneros de Arroyo      | 24 | 22 | 12 | 10 |    |    |       |    |    |       |
| 7    | Guayacanes de Guayanilla | 18 | 22 | 9  | 13 |    |    |       |    |    |       |
| 8    | Criollos de Caguas       | 18 | 22 | 9  | 13 |    |    |       |    |    |       |
| 9    | Leones de Ponce          | 12 | 22 | 6  | 16 |    |    |       |    |    |       |
| 10   | Gigantes de Adjuntas     | 12 | 22 | 6  | 16 |    |    |       |    |    |       |
| 11   | Potros de Santa Isabel   | 6  | 20 | 3  | 17 |    |    |       |    |    |       |
| 12   | Leñeros de Lares         | 4  | 21 | 2  | 19 |    |    |       |    |    |       |

| Ai play-off scudetto |

### Play-off
|  | Quarti di finale | Quarti di finale         | Quarti di finale    |                    |                      | Semifinali            | Semifinali | Semifinali |  |  | Finale | Finale                | Finale |
|  |                  |                          |                     |                    |                      |                       |            |            |  |  |        |                       |        |
|  | 1                | Plataneros de Corozal    | 3                   |                    |                      |                       |            |            |  |  |        |                       |        |
|  | 8                | Criollos de Caguas       | 0                   |                    |                      |                       |            |            |  |  |        |                       |        |
|  | 8                | Criollos de Caguas       | 0                   |                    | 1                    | Plataneros de Corozal | 3          |            |  |  |        |                       |        |
|  |                  |                          |                     |                    | 1                    | Plataneros de Corozal | 3          |            |  |  |        |                       |        |
|  |                  | 4                        | Cafeteros de Yauco  | 0                  |                      |                       |            |            |  |  |        |                       |        |
|  | 4                | 4                        | Cafeteros de Yauco  | 0                  | Cafeteros de Yauco   | 3                     |            |            |  |  |        |                       |        |
|  | 4                |                          |                     |                    | Cafeteros de Yauco   | 3                     |            |            |  |  |        |                       |        |
|  | 5                | Delfines de Trujillo     | 2                   |                    |                      |                       |            |            |  |  |        |                       |        |
|  |                  |                          |                     |                    |                      |                       |            |            |  |  | 1      | Plataneros de Corozal | 3      |
|  |                  |                          | 2                   | Patriotas de Lares | 4                    |                       |            |            |  |  |        |                       |        |
|  | 2                | Patriotas de Lares       | 3                   |                    |                      |                       |            |            |  |  |        |                       |        |
|  | 7                | Guayacanes de Guayanilla | 1                   |                    |                      |                       |            |            |  |  |        |                       |        |
|  | 7                | Guayacanes de Guayanilla | 1                   |                    | 2                    | Patriotas de Lares    | 3          |            |  |  |        |                       |        |
|  |                  |                          |                     |                    | 2                    | Patriotas de Lares    | 3          |            |  |  |        |                       |        |
|  |                  | 6                        | Bucaneros de Arroyo | 0                  |                      |                       |            |            |  |  |        |                       |        |
|  | 3                | 6                        | Bucaneros de Arroyo | 0                  | Changos de Naranjito | 2                     |            |            |  |  |        |                       |        |
|  | 3                |                          |                     |                    | Changos de Naranjito | 2                     |            |            |  |  |        |                       |        |
|  | 6                | Bucaneros de Arroyo      | 3                   |                    |                      |                       |            |            |  |  |        |                       |        |